# 아저씨

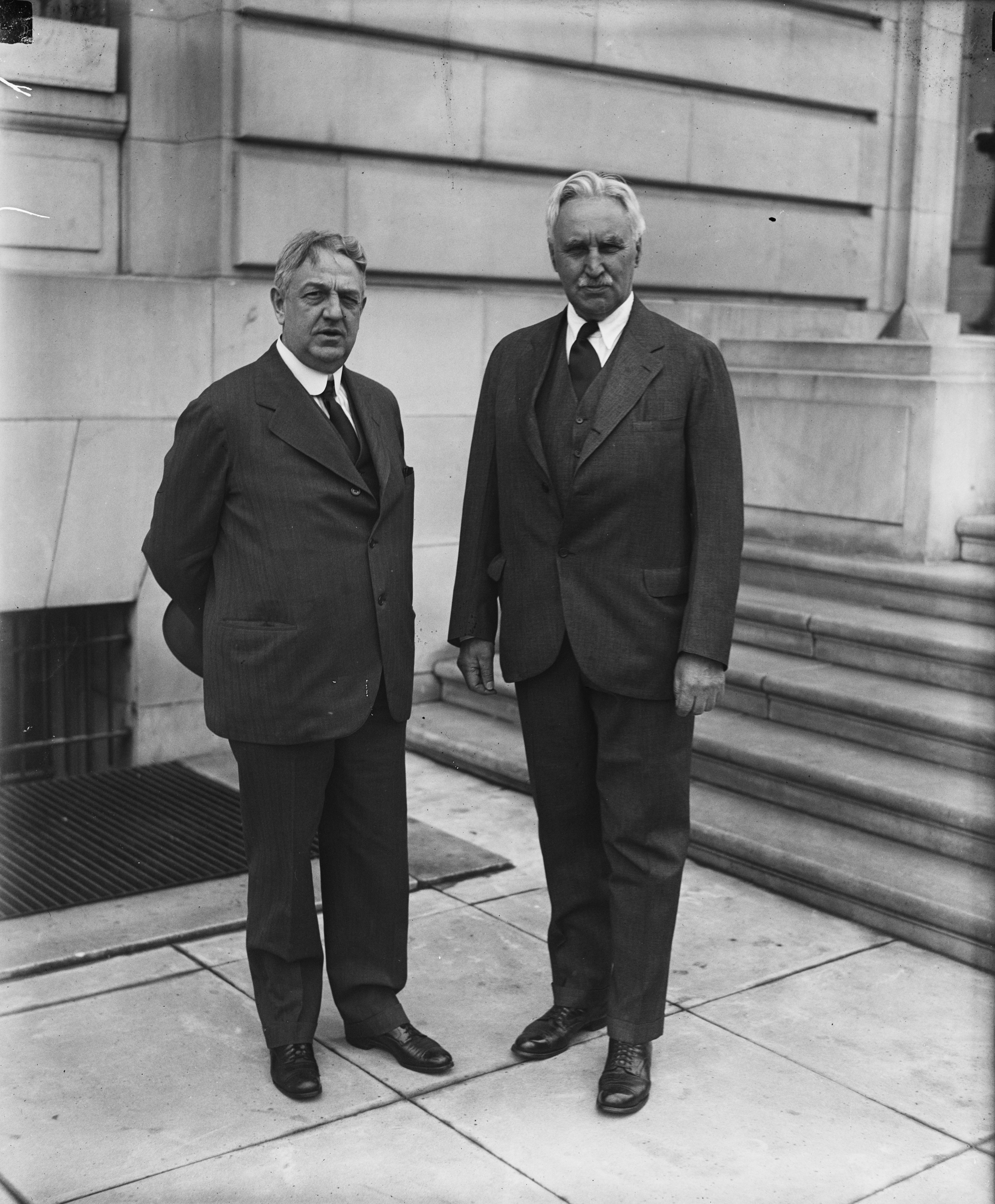
미국 하원의원 찰스 A. 이튼(오른쪽)과 그의 조카 윌리엄 R. 이튼(왼쪽)

아저씨는 부모와 항렬이 같은 남성을 일컫는 말이다. 결혼하지 않은 아버지의 남동생이 아니면, 아버지의 형제는 일컫지 않는다. 또한, 남자 어른을 일컫는 말로도 쓰인다. 다만, 부모와 항렬이 같지 않더라도 7촌 이상의 먼 친척을 아저씨라고 부르기도 한다.
군대에서 소속 중대가 다른 병사들이 서로를 일컫는 비공식적 표현으로도 쓰인다. 공식적 표현은 '전우'이다.
아저씨라는 호칭은 나이가 젊은 사람에게는 불쾌하게 들리는 것으로 조사되었다.